# Caelostomus punctifrons
Caelostomus punctifrons är en skalbaggsart som beskrevs av Maximilien de Chaudoir. Caelostomus punctifrons ingår i släktet Caelostomus och familjen jordlöpare. Inga underarter finns listade i Catalogue of Life.